# مارکوس آکونیا
مارکوس خاویر آکُنیا (اسپانیایی: Marcos Javier Acuña‎؛ زادهٔ ۲۸ اکتبر ۱۹۹۱) بازیکن فوتبال اهل آرژانتین است که برای باشگاه فوتبال سویا بازی می‌کند.
از باشگاه‌هایی که در آن بازی کرده‌است، می‌توان به راسینگ کلوب، اسپورتینگ و سویا اشاره کرد.
وی همچنین در تیم ملی فوتبال آرژانتین بازی کرده است. 

## آمار ملی

### بازی‌های ملی
تا تاریخ ۲۲ نوامبر ۲۰۲۳
| آرژانتین | آرژانتین | آرژانتین | آرژانتین |
| سال      | بازی     | گل       | پاس گل   |
| -------- | -------- | -------- | -------- |
| ۲۰۱۶     | ۱        | ۰        | ۰        |
| ۲۰۱۷     | ۷        | ۰        | ۰        |
| ۲۰۱۸     | ۸        | ۰        | ۱        |
| ۲۰۱۹     | ۱۱       | ۰        | ۳        |
| ۲۰۲۰     | ۱        | ۰        | ۰        |
| ۲۰۲۱     | ۱۱       | ۰        | ۰        |
| ۲۰۲۲     | ۱۰       | ۰        | ۳        |
| ۲۰۲۳     | ۷        | ۰        | ۰        |
| مجموع    | ۵۶       | ۰        | ۷        |